# La mia terra (album)
La mia terra è il quinto album in studio del gruppo musicale reggae italiano Quartiere Coffee, pubblicato il 24 maggio 2024.
Si tratta del primo album pubblicato dopo il ritorno del cantante Kg Man, che aveva lasciato il gruppo nel 2014. L'album include la partecipazione di Tonino Carotone nella title track, della quale è realizzato anche un videoclip, di Finaz della Bandabardò nel brano Mr. Propaganda, estratto come singolo, e del gruppo giamaicano Israel Vibration in Solomon Kingdom.

## Tracce
1. New Day – 2:48
2. La mia terra (featuring Tonino Carotone) – 3:31
3. Mr. Propaganda (featuring Finaz) – 3:33
4. Cumbia Bam Bam – 3:02
5. Solomon Kingdom (featuring Israel Vibration) – 3:47
6. Distante – 3:51
7. Liberate Yourself – 3:14
8. Black Eagle (featuring Forelock) – 3:26
9. Vento d'oriente – 2:37
10. Who Will Knock on My Door – 2:41
11. Oh Mama – 3:05

Durata totale: 35:35